# Laguna
För andra betydelser, se Laguna (olika betydelser).
Laguna är en stad och kommun i Brasilien och ligger i delstaten Santa Catarina. Folkmängden i kommunen uppgick år 2014 till cirka 44 000 invånare.

## Administrativ indelning
Kommunen är indelad i två distrikt:
- Laguna
- Ribeirão Pequeno

Pescaria Brava var tidigare ett distrikt i kommunen, men är sedan 2013 en egen kommun.